# Mathis Populaire
La Populaire era un'autovettura di fascia media prodotta tra il 1912 ed il 1914 dalla Casa automobilistica francese Mathis.

## Profilo
Nel 1912 fu lanciata la Mathis 10CV Type BM-65, più comunemente nota come Populaire. Prodotta sia come torpedo a due o a quattro posti, sia come coupé, la Populaire deve questo nome alla sua relativa economia d'esercizio e al suo prezzo relativamente contenuto, rispetto alle altre vetture medie dell'epoca. La Populaire montava un motore a 4 cilindri da 1460 cm³ di cilindrata. La potenza massima era di 18 CV. La trasmissione era a giunto cardanico con differenziale al retrotreno. L'impianto frenante agiva su di essa e sulle ruote posteriori. La frizione era a cono in cuoio, la trazione era posteriore ed il cambio era a 3 marce.